# Леонід Родоський
Леонід Родоський (давньогрецька: Λεωνίδας, народився 188 р. до н. е.) був одним з найвідоміших древніх олімпійських бігунів. Змагаючись на античних Олімпійських іграх 164 р. до н. е., він здобув перемоги в трьох окремих видах забігів — стадіон (180 м), подвійний стадіон (360 м), і на хоплітодромі (720 м). Він повторив цей подвиг і на наступних трьох Олімпійських іграх: в 160 р. до н. е., в 156 р. до н. е., і, нарешті, в 152 р. до н. е. у віці 36 років. За життя Леоніда протягом дванадцяти окремих Олімпійських ігор не було рівних в стародавньому світі.
Леонідас був відомий не тільки за його неперевершену кількість перемог, але й за універсальність, як бігуна. Його улюблені види забігів потребували різних підходів до швидкості і сили; стадіон та подвійний стадіон найкраще підходять для спринтерів, в той час як хоплітодром, де забіг виконується з бронзовою бронею і щитом, потребує більше м'язової сили і витривалості. Філострат Афінський писав в своїх «Гімнастиках», що універсальність Леоніда зробила всі попередні теорії навчання бігунів і типів статури застарілими.
Незважаючи на феноменальні досягнення, про цього атлета не збереглося жодних біографічних чи легендарних відомостей. За твердженнями BBC, на Родосі була встановлена статуя Леоніда з надписом «Він бігав як бог».

## Рекорд Леонідаса побито в 2016 році
Рекорд Леонідаса з дванадцяти окремих Олімпійських корон (еквівалент сучасної золотої медалі) був остаточно перевершений в 2016 році, коли американський плавець Майкл Фелпс виграв 200-метровий індивідуальний заплив під час Олімпійських ігор в Ріо, що було тринадцятим індивідуальним здобуттям олімпійського золота Фелпса. Таким чином рекорд, встановлений Леонідом протримався протягом 2168 років..